# Hoya sororia
Hoya sororia är en oleanderväxtart som beskrevs av Karl Moritz Schumann. Hoya sororia ingår i släktet Hoya och familjen oleanderväxter. Inga underarter finns listade i Catalogue of Life.